# Rēzeknes Satiksme
«Rēzeknes Satiksme» — это общество с ограниченной ответственностью Резекненского края, которое было зарегистрировано 20 октября 2011 года по решению Резекненской городской думы 14 октября 2011 года. 
11 ноября 2011 года Rēzeknes Satiksme получили право предоставлять услуги общественного транспорта в маршрутной сети города Резекне с 1 января 2012 года Но 14 ноября 2011 года было принято решение увеличить уставной капитал Rēzeknes Satiksme до 99 000 латов.
В начале своей деятельности «Rēzeknes Satiksme» планирует арендовать транспорт у "Rīgas satiksme".

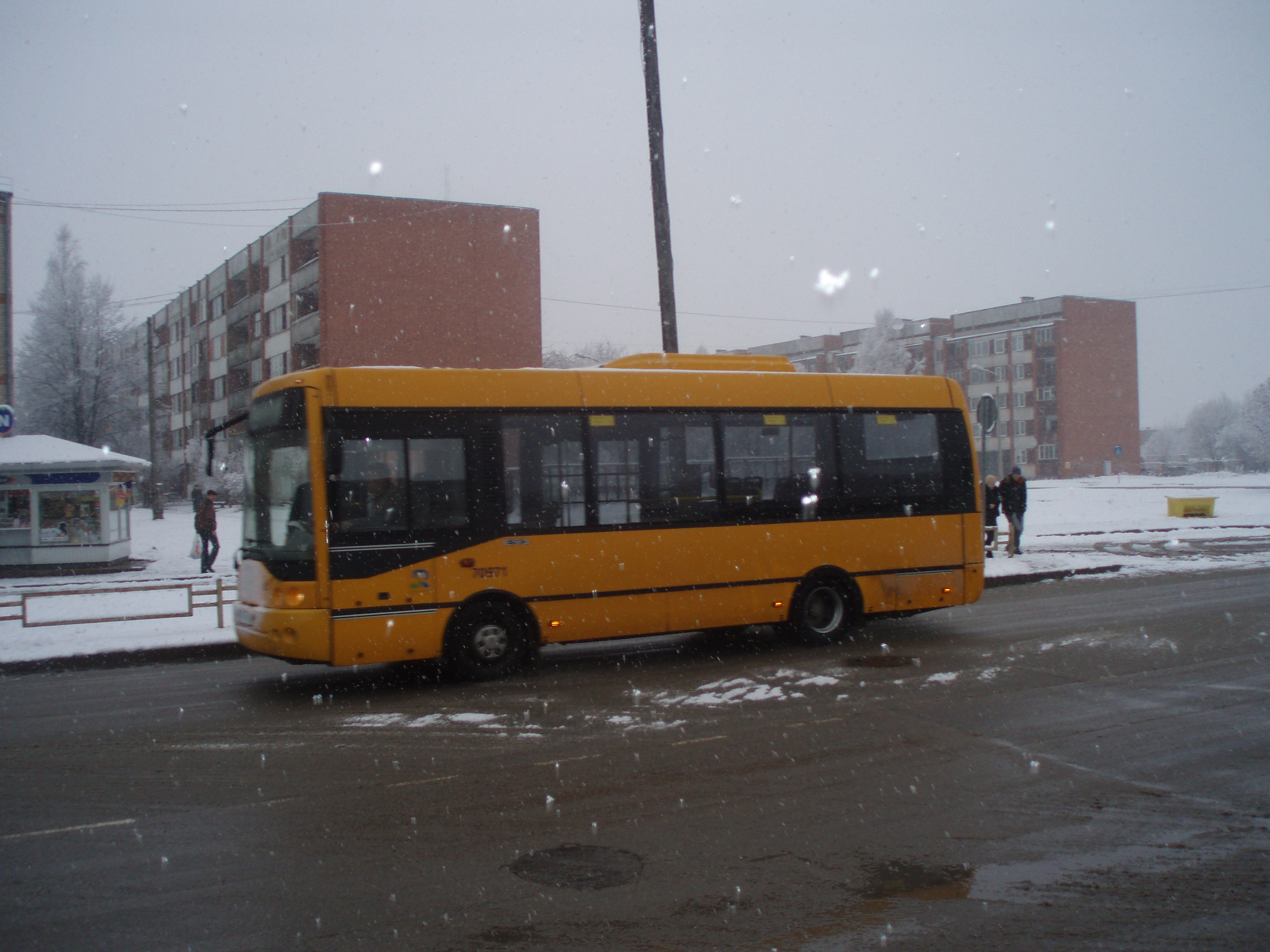
SIA «Rēzeknes Satiksme» Ikarus E91 в проверке 31 декабря 2011 г.

## Модели автобусов

### Модели автобусов в эксплуатациях
| Для коммерческих перевозок |

| Для коммерческих перевозок |

| Производитель | Модель | Год выпуска     | Эксплуатация | Количество | Дополнительная информация           |
| ------------- | ------ | --------------- | ------------ | ---------- | ----------------------------------- |
| Икарус        | E91    | 2001 — 2003 гг. | 2012 — 2016  | 27         | Автобусы были арендованы в SIA LAP. |

## Маршруты
19 декабря 2011 года Резекненская городская дума утвердила новый график движения общественного транспорта, который вступает в силу с 1 января 2012 года. По сравнению с предыдущим, новый список изменился примерно на 20 процентов.
Вместо прежних 24 маршрутов с 1 января 2012 года в городе будет работать 19 маршрутов. Некоторые предыдущие маршруты были объединены. Также были изменены названия некоторых остановок. С нового года все маршруты начинаются в центре — на остановке у памятника «объединенные для Латвий».
| Номер маршрута | Название маршрута                                          | Самый ранний номер маршрута |
| -------------- | ---------------------------------------------------------- | --------------------------- |
| 1              | Центр — Резекне 1 — Резекне 2 — место отдых                | 1                           |
| 3              | Центр — улица Блауманя — Рыбная база                       | 3 + 22                      |
| 4              | Центр — улица Блауманя — Випинга (через NOOK и улицу empa) | 7 + 15                      |
| 5              | Центр — Випинг — Резекне 1 — Резекне 2 — Отдых             | 5                           |
| 6              | Центр — улица Блауманя — Поликлиника — Випинг              | 16                          |
| 7              | Центр — улица Блауманя — Зилупский круг — СГД              | 26                          |
| 8              | Центр — улица Блауманя — улица Лауку                       | 8                           |
| 9              | Центр — улица Блауманя — Макаровка — Випинга               | 28                          |
| 10             | Центр — улица Блауманя — Рыбная база — улица Лиепу         | 27                          |
| 11             | Центр — улица Блауманя — улица Жермонтова                  | 13                          |
| 12             | Центр — улица Блауманя — «Легкая дорога»                   | 70                          |
| 13             | Центр — Випинг — Тумужи                                    | 6                           |
| 14             | Центр — Випинг — «Латвийский шпон»                         | 25                          |
| 15             | Центр — улица Блауманя — Рассвет                           | 32                          |
| 16             | Центр — улица Блауманя — Озолайне — Пуполи                 | 33                          |
| 17             | Центр — улица Блауманя — Спружева — Заречная               | 39                          |
| 18             | Центр — улица Блауманя — Янаполе                           | 40                          |
| 19             | Центр — улица Blaumaņa — Sparkle                           | 55                          |
| 21 год         | Центр — улица Блауманя — Випинга                           | 21 год                      |